# Abderraouf Ben Aziza
Abderraouf Ben Aziza (ur. 23 września 1953 w Grombalii) – tunezyjski piłkarz występujący na pozycji napastnika. Uczestnik Mistrzostw Świata 1978.

## Kariera klubowa
Podczas Mistrzostw Świata 1978 reprezentował barwy klubu Étoile Sportive du Sahel. Grał również w Al-Nassr i CS Hammam-Lif.

## Kariera reprezentacyjna
W reprezentacji Tunezji uczestniczył w zakończonych sukcesem eliminacjach Mistrzostw Świata 1978. Na mundialu wystąpił w dwóch meczach grupowych z: reprezentacją Meksyku i reprezentacją RFN.